# رولان کوربیس
رولان کوربیس (انگلیسی: Rolland Courbis؛ زادهٔ ۱۲ اوت ۱۹۵۳) بازیکن سابق و مربی فوتبال اهل فرانسه است.
وی سابقه بازی در تیم‌های المپیک مارسی، باشگاه فوتبال المپیاکوس، سوشو و موناکو را دارد.